# أيام العرب
أيام العرب هي وقائع العرب قبل الإسلام، تناول الإخباريون والعامة أيام العرب من ناحية مكارم الأخلاق والملاحم والبطولات والنواحي الأدبية من شعر ونثر أكثر من كونها وثائق عسكرية.

## المحاربون
التنشأة القتالية للأفراد تبدأ بولادة الصبي فمنهم من يعطون أسماء ذات هيبة ووقع في النفوس لردع العدو، ويتم تجهيز صندوق للمولود به «لامة الحرب» وهي لباس الحرب وعدة القتال من سيف ودرع ملبوس، عمامة الحرب تكون عادة حمراء أو سوداء. ويتم تدريب الأبناء على الفروسية والرماية والمضاربة بالسلاح، ويتم زرع الحمية وقيم الإباء ورفض الذل. تعتبر القوة القبلية هي نواة الجيوش الجاهلية أفرادها هم أبناء المجتمع، فعلى كل راشد قادر على حمل السلاح القتال سواء من أبناء المدن أو البادية، ومن يثبت نفسه في الحروب ينال مكانة عالية وتقديرا في المجتمع ويعتبر «بطلا» وينال القابا تشريفية، وعادة ما يكون البطل فردا شجاعا ضخم البنية متمرس في القتال، ولو اجتمعت به كذلك القدرة الأدبية الشعرية حاز شهرة بين كل العرب.

## الركبان
- الهجانة: هم راكبوا الهجن كما أن وضع الرماحين على الهجن يعتبر وضعا آمنا محصنا خصوصا في حالات الهجوم.
- الفرسان: يعد الحصان العربي الأفضل عالميا لصلابته ولياقته الاستثنائية في القفز والجري واهتم العرب بالخيل حتى جعلوا لها نسبا كنسب البشر، وألفوها حتى تفاهموا معها بالإشارة، ولم يكن اهتمامهم بشيء من الحيوان أشد من أهتمامهم بالخيل، وكان من تمرسهم فنون الفروسية أن الرجل منهم كان يركب على ظهر الحصان بقفزة واحدة ويميل من فرسه الذي يعدوا فيلتقط السلاح وغيرها من الأرض.

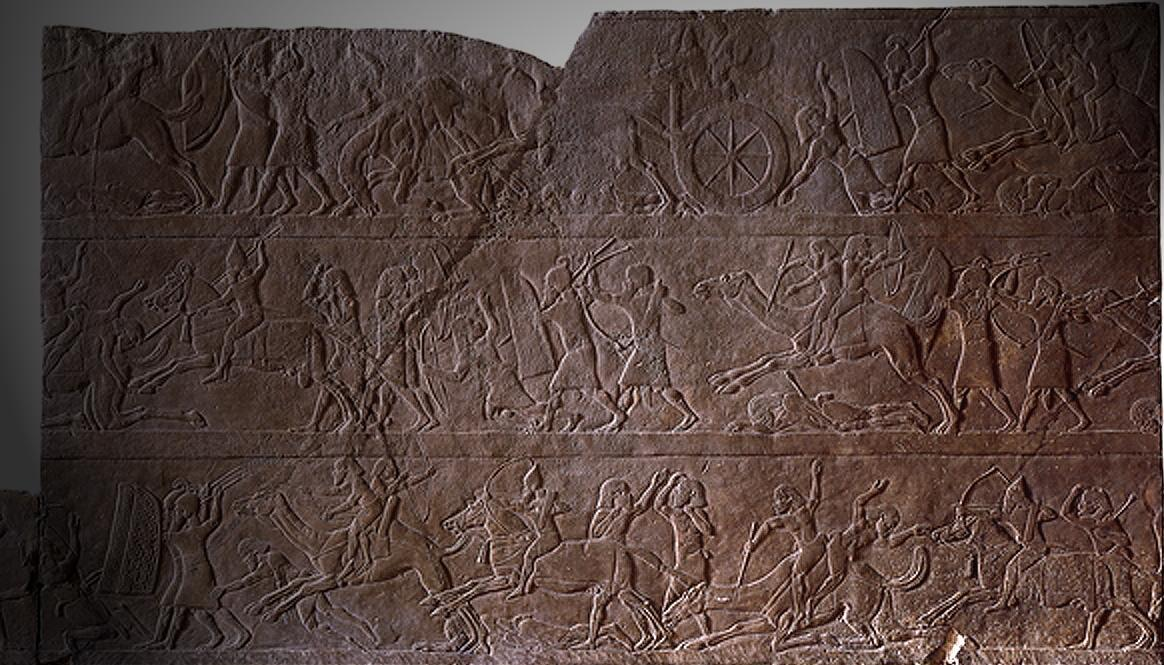
القوات الآشورية تقاتل القيداريين. يتسلح الهجانة القيداريون بالرماح والقسي، والمشاة منهم بالسيوف القصيرة.

- أشهر الخيول:[2]

| - العصا، لـجذيمة الأبرش - داحس، لـقيس بن زهير - الغبراء، لـقيس بن زهير - الأبجر، لـعنترة بن شداد - النعامة، للحارث بن عباد - النحّام، للسليك بن السلكة - اليحموم، للنعمان بن المنذر | - المشهر، للمهلهل بن ربيعة - اللطيم، لـربيعة بن مكدم - ناتل، لـربيعة بن مالك - الشمطاء، لـدريد بن الصمة - الوحيف، لـعامر بن الطفيل - جزة، لـيزيد بن سنان - الكاملة، لـعمرو بن معديكرب - القميرة، لـهمام بن مرة |

## التشكيلة

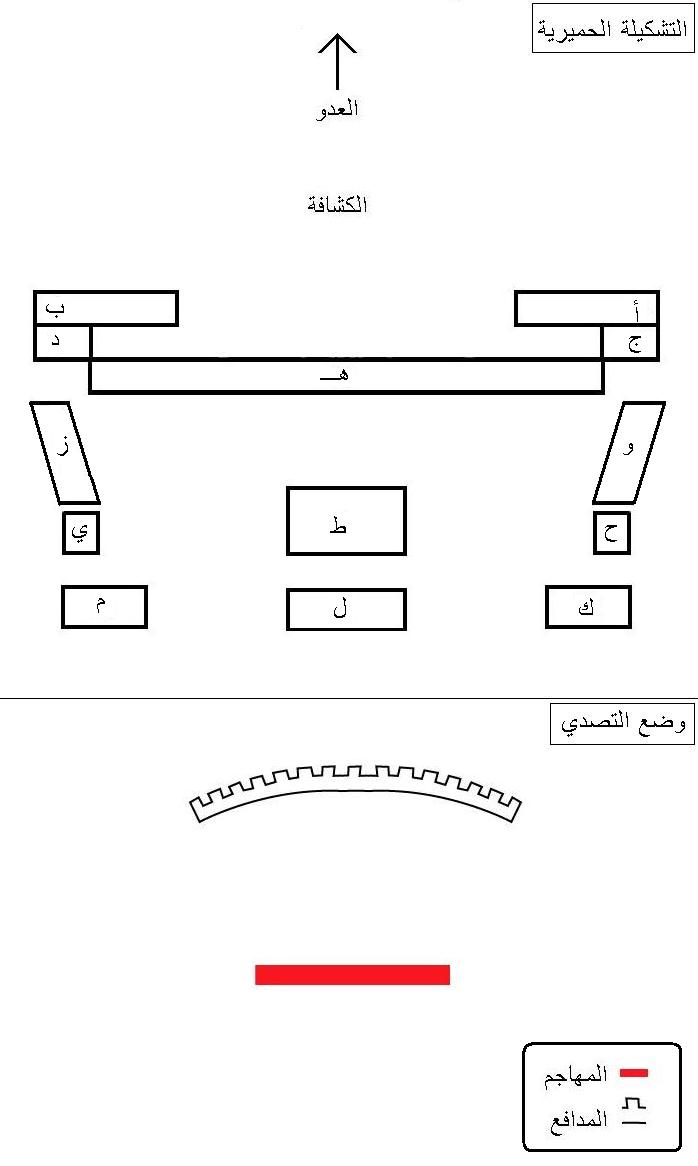
التشكيلة الهجومية الحميرية (أعلى)، وتشكيلة وضع الدفاع (أسفل).

تتكون جيوش السبئيين والحميريين والمناذرة من كتائب منها قوات الملك من أهل مدنه ومملكته يتولاها قادته العسكريين وتضم أيضا كتائب من القبائل التابعة لتلك المملكة والتي تعترف بسلطانها عليها كما هو حال «معد» مع المناذرة و«مذحج» مع الحميريين وقد تضم عبيدا ومرتزقة في وقت الحاجة لهم. تتميز الجيوش العربية قبل الإسلام بأنها حروب ركبان، عمادها هم الفرسان وقد يشترك معهم الهجانة، وتقل أو تنعدم مشاركة المشاة في الحروب، فكانت حروبهم من نوع المسمى «الحروب الخاطفة».
- الرماح: من أشهرها الرماح الخطية.
- الحراب: تشبه الرماح لكنها أقصر ومخصصة للرمي.
- القسي: صنعوها من خشب «الشريان»[3] و«الشوحط» و«السدر» و«الحماط»، وقد استعمل الجاهليون -بالإضافة للقوس العادي- القوس الطويل[4]، والقوس المركب[5] الذي يحتمل أن العرب هم أول من استخدمه.[6]
- المغفر: حلق يجعلها المقاتل على رأسه فتبلغ الدرع ثم تلبس البيضة فوقها فتستر العنق وما حوله من ضرب السيوف.
- السيوف: أجود أنواعها في الجاهلية اليمانية والمشرفية والقلعية والحارية.
- الفؤوس: منها الفأس الدلمونية حازت شهرة في العالم القديم.[7]
- الخناجر: هي سكاكين عريضة حدها معقوف، والأدلة الأثرية في الجزيرة العربية تقول بظهورها في بداية الألفية الثالثة ق.م، ثم ظهور الرماح في نهاية تلك الألفية، وتبعهم ظهور السيوف في بداية أو منتصف الألفية الثانية ق.م.[8]
- الدروع
- التروس
- النثرة: الدرع الحديدي الذي يلبس تحت الثياب في الحرب.
- الجوشن: درع من حديد مشبك يلبس فوق الثياب ويحمي الجهة الأمامية من الجسم.
- المقاليع: هي اداة بسيطة لرمي الحجارة، ذكر سترابون استخدامها عند العرب.[9]

## التكتيك
وهناك حروب تقوم على التكتيك العسكري والخدعة كـ«يوم طفخة» حيث دبر بنو يربوع كمينا لقوات المناذرة التي كانت متجهة لديارهم، فتحصنوا على مدخل ضيق بين جبلين هو المنفذ الوحيد لبلادهم وعندما مرت به قوات المناذرة رموهم بالنبل وأرسلوا عليهم أنعامهم مما أحدث إرباكا في صفوف المناذرة استغل لمهاجمتهم ودحرهم وأسر القائد
ويكون للماء الفضل الأكبر في النصر وكسب الحرب. لما له من شأن خاص في البوادي. لذلك كان يحسب له سادات القبائل الذين يقودون قبائلهم في القتال والغزو حسابًا كبيرًا، فيحملون معهم مقادير كبيرة منه تكفيهم المدة التي يقدرونها للقتال، أو يحاولون استباق عدوهم إلى مواضع الماء للسيطرة عليها، فإذا جاء العدو حرم الماء واضطر إلى استهلاك ما يحمله منه وقد يؤدي نفاده إلى هزيمته وفراره.

## الوقائع
الوقائع في الجاهلية هي أعمال قتالية وهي على عدة أنواع، وعلى أن النزاعات أمر لابد منه في كل الأمم ولكن غياب حكومة مركزية للعرب هو سبب رئيسي لحدوث هذه المعارك بهذه الكثرة، للحروب أسباب عديدة وعادة ما يتناسب الفعل العسكري مع المسبب له، هي:
- 1. النزال: يتم النزال ببروز أبطال الجانبين فردا فردا أو مثنى مثنى، والطرف الذي يهزم أبطاله أبطال الطرف الآخر هو المنتصر ولا يستدعي ذلك سقوط قتلى من الجانبين بل يكفي انسحاب أحدهم، وتكون أسباب هذا النوع من المعارك بسيطة كتوسع شجار بين أفراد من قبيلتين فيستنجد وينتخي كل فرد بعزوته وعشيرته أو يكون السبب هو الانتقام لإهانة أو مقتل أبناء إحدى القبيلتين على يد فرد من القبيلة الأخرى، ويتم الاكتفاء بنزال الأبطال في أغلب الحالات ولكن في حال رفض أحد الأطراف تقبل الهزيمة في النزال تتحول المعركة إلى أحد النوعين الآخرين من المعارك أو يتم تبادل الغارات.
- 2. المناوشات: هي تحرشات يقوم بها أفراد من الجيش المهاجم هدفها تخريب صفوف الجيش المقابل عبر إيقاع إصابات بجنوده أو استفزاز بعض المتصدين لمطاردة الفرد المهاجم فبالتالي تكوين ثغرات في الصفوف أو أن يستفز المتصدين فيبدؤن بالهجوم قبل الأوان على غير نظام; وذلك يصب في مصلحة المهاجم حيث يمكنه حينها بدء هجومه بتشكيلته المتراصة المنظمة فيهاجم شراذم جيش عدوه ويفتك بهم. وبالنسبة لكثير من الجيوش المهاجمة في الجاهلية فإن المناوشات -بحد ذاتها- تعتبر هدفا غير معلن ينسحب الجيش المهاجم بعدها بعد أن يكون قد أثبت موقفه وبين شجاعة مقاتليه، أو أن يكون المهاجم قد قتل أثناء المناوشات عددا من أعدائه بما يساوي من قتل منه في اعتداء سابق أو معركة سابقة مع نفس العدو، فيكون الثأر قد انتهى بذلك، ويكون قد حقق أهدافه بأقل الخسائر. بينما لا تكون المناوشات عند الجيوش الكبيرة التي عقدت عزمها على القتال سوى مرحلة سابقة للالتحام، ولا يعني ثبات العدو في صفوفه الكثير، لأن جيوش المهاجمة من هذا النوع لها «فرسان ثقيلة» التي تتقدم جيشه والتي تستطيع اختراق صفوف الجيش المدافع، وليس بيد المدافع سوى تشكيل حائط من الرماحين كي يحاولوا صد هذا النوع الخطير من الفرسان.....عزم عدم عزم المكان للدفاع....تختلف طبيعة المناوشات بحسب طبيعة.....الجيوش عند علم المدافعين بقرب وصول المهاجمين يقومون بتشكيل صفين على هيئة «هلال»، وهذه التشكيلة صعبة الاختراق لتلاصق صفي الدفاع، يحتوي الصف الثاني على الفتيان قليلي الخبرة والضعاف، حيث أن الخطر لوجودهم في ذلك الصف أقل وتكون فائدتهم هي لسد الفرج بين صفوف الصف الأول ومنع استغلال الثغرات في الصفوف والتشكيلة الهلالية تشكل خطرا على المهاجمين حيث يمكن للمدافع ان يحصرهم في الوسط ثم يطبق عليهم. وعند تقابل الجيشين الخصمين تكون أسنة الرماح معكوسة لا تتجه نحو الخصم تاركين المجال لتفاهم كبراء الجانبين، فإذا لم يكن هناك إلا الحرب تعصى (تعكس) أطراف أسنة الرماح نحو العدو، يقول زهير بن ابي سلمى: وَمَنْ يَعْصِ أَطْرَافَ الزِّجَاجِ فَإِنَّهُمُطِيعُ العَوَالِي رُكِّبَتْ كُلَّ لَهْذَمِ

```
ويبدأ أبطال المهاجمين ب«الارتجاز» ثم يكر الأبطال على صفوف أعدائهم المدافعين وهي عملية استفزازية حتى لو يلحقوا اضرارا بالطرف الآخر ولو نجح استفزازهم فقد ينكسر صف المدافعين عبر مطاردتهم للأفراد المهاجمين وينتج عن ذلك تفرق صفوف المدافع مما يجعلهم في وضع حرج فتبدأ صفوف المهاجمين في التحرك للقضاء عليهم. ولو لم يتم استفزاز المدافع، واستطاع الثبات يكون قد نجح بالدفاع خصوصا إذا لم يقع أي قتلى من جانبه، كانت وصية 
أكثم بن صيفي
 عندما بلغ قومه أن مذحجاً وأحلافهم عازمون على غزوهم: (...الثبات أفضل من القوة، أهنأ الظفر كثرة الأسرى، وخير الغنيمة المال...)، من أسباب هذا النوع من المعارك هو للانتقام لمقتل أحد أفراد القبيلة على يد من القبيلة الأخرى ويعتبر قتلهم لعدد من المدافعين مساويا أو أكبر من قتلاهم هو انتصار لهم، أو حتى الرغبة في إجلاء المدافعين عن أرضهم.
```

- 3. الغارات: الغارات هي هجمات مباغته بنظام الكر والفر، ولا يشترط في الغارات وفي الغزو نظام معين فكانوا يتبعون طريقة المباغتة والهجوم من كل جانب يمكن الهجوم منه...... ويقال للمباغتة ولأخذ العدو بصورة مفاجئة: «بحض» في لغة المسند.[10] ويعبر عن الحملة، أي: عن الجماعة من الجيش تزحف على عدو بـ«برث» في المسند.[11] أما في حروب القبائل وغزو بعضها بعضًا، فتكون المباغتة هي الأساس في الحرب، وتقوم على مهاجمة العدو بغتة ومفاجأة وهو في عقر داره أو في الموضع المتجمع فيه. وتتوقف المباغتة على حساب القائد وعلى حنكته في تقديره موقف عدوه..... كما هناك غارات النهب وفيها يتم الهجوم على حين غرة وقد تنحصر بسرقة أنعام الطرف الآخر وقد يتم الهجوم كذلك على دياهم كذلك لسرقة ما خف وزنه وغلا ثمنه كالأموال وحلي النساء أو حتى غيرها، يقوم بهذا الضرب من الهجمات الصعاليك في الغالب إلا ان بعض القبائل قد تقبل عليه وبل قد يكون ذلك بشكل علني دون تخفي في حال استشعارهم ضعف وقلة حيلة الطرف الآخر وإمكانية نهبه بسهولة وبدون خسائر وعادة مايتم ذلك في وقت الفقر أو حتى لمجرد الطمع. ويعتبر ذلك عارا على المهاجمين ويعيرهم العرب بفعلهم، بل قد تكون هذه الفعلة الشنيعة مبررا لمن يريد مهاجمتهم في المستقبل. يتحدث أميانوس مرسيليانوس الذي عاش في القرن الرابع
- 4. الالتحام: وهذا الضرب من المعارك تكون أسبابه اعظم من غيره، ويعد بمثابة حرب حقيقية ويكون غالبا بين الدول الكبيرة كحروب السبئيين مع ممالك جنوب الجزيرة العربية الأخرى أو حروب الغساسنة والمناذرة أو حتى بين القبائل عندما تتطور الأمور وتكبر وتهدف تلك الحروب إلى احتلال جزء أو كل أراضي الطرف الآخر والقضاء عليه، وفي هذا النوع من الحروب يتم استخدام المشاة، ويتم استخدام كامل العدة العسكرية من سيوف وتروس ورماح ونبال، ويتم تنظيم تشكيلة الحربية; ترد لفظة «خمس» «خميس» في النقوش العربية الجنوبية بمعنى الجيش[12]، وترد في عربية القرآن الكريم كذلك; يقول علماء اللغة أن العرب سمت الجيش خميسًا وجمعها «خمس»؛ لأنه مكون من خمس فرق: المقدم والقلب والميمنة والميسرة والساقة[13]، وتسمى الميمنة والميسرة المجنبتان، مجنبة يمنى تهاجم أو تحمي الجانب الأيمن، ومجنبة يسرى تحارب وتدافع عن الجانب الأيسر من المحاربين. أما القلب، فيكون واجبه الهجوم أو الدفاع من وسط الجيش. وقد تقوم المجنبتان بالهجوم لتطويق العدو وحصره في دائرة، تضيق عليه. وفي معركة «يوم نخلة» من أيام الفجار، كان حرب بن أمية في القلب، وعبد الله بن جدعان وهشام بن المغيرة في المجنبتين.[14] وأعقد التشكيلات الحربية هي «التشكيلة الهجومية الحميرية» وتتركب من ثلاثة عشر فرقة بخلاف الكشافة..... توضع أمام الجيش أو المحاربين مقدمة، تتقدم المقاتلين، يكون واجبها حماية القسم الأكبر من الجيش الذي يكون وراءها، وإرسال المعلومات عن العدو وإشغاله بالقتال إن وقع حتى يأتي المحاربون. ويقال للمقدمة: «مقدمت»، أي: «مقدمة» في السبئية.[15] ويدعى يتولى أمرها ويقودها: «قدم».[16] ويقال لطليعة الجيش، وهي التي تتقدم الجيش، للقاء العدو وللوقوف على أمره وخبره «نذيرة الجيش».[17] ويقال للقطعة من الجيش تمرّ قدّام الجيش الكبير «منسرت» «منسرة» في السبئية، ويراد بها «المنسر» في عربيتنا. ويتم وضع الرماحين في الصفوف الأولى من الجيش، ، ويكون عدد القتلى في هذا النوع ضخم، لاسيما إذا تعقب المنتصر فلول الجيش المنهزم.

والنوعان الأولان هما أكثر أنواع المعارك انتشارا في الجاهلية ويعتبران من «الحروب استعراضية» التي تهدف إلى إثبات القوة والردع، ولا يستلزمان سقوط عدد كبير من القتلى في الجانبين، وحتى هذان النوع من المعارك قد يتحول إلى إلى اشتباك مباشر وحروب إبادة خصوصا في حالة تعنت أحد الأطراف ورفضه الهزيمة أو إسراف الطرف المنتصر في القتل للجانب الآخر فيدخل الجانبين في حلقة لا منتهية من الثارات كما هو الحال في حرب بني أصفهان التي دامت سبعا وسبعين سنة، حرب البسوس وداحس والغبراء اللتين استمرت كل منهما أربعين سنة.
| الحرب             | المتحاربون                  | الأسباب / ملاحظات                                                            | النتيجة           |
| ----------------- | --------------------------- | ---------------------------------------------------------------------------- | ----------------- |
| العرب X العرب     |                             |                                                                              |                   |
| البسوس            | بكر/تغلب                    |                                                                              | انتصار تغلب       |
| الفجار            | قريش وكنانة/غطفان وهوازن    |                                                                              | الصلح             |
| طسم وجديس         | طسم/جديس                    |                                                                              | إبادة جديس ثم طسم |
| داحس والغبراء     | عبس/ذبيان                   |                                                                              | الصلح             |
| يوم حليمة         | المناذرة/الغساسنة           | مقتل الملك المنذر بن ماء السماء (554)م، واستمرار التوتر.                     | انتصار الغساسنة   |
| العرب X غير العرب |                             |                                                                              |                   |
| ذي قار            | شيبان وبكر/الفرس الساسانيون | انتقاما لقتل النعمان بن المنذر، وحماية لعائلته.                              | انتصار العرب      |
| شهرزور            | الحضر/الفرس الساسانيون      | محاولة ملك الفرس أردشير الأول احتلال الحضر في (232م).                        | انتصار العرب      |
| حملة أذينة        | تدمر/الفرس الساسانيون       | انتقاما لهزيمة حلفائه الرومان، هزم جيش الفرس ثم حاصر عاصمتهم المدائن (266م). | انتصار العرب      |
| ثورة زنوبيا       | تدمر/الرومان                | في المرحلة الأولى تكونت الإمبراطورية التدمرية، في المرحلة الثانية سقطت تدمر. | انتصار العرب      |
| ثورة ماوية        | تنوخ/الرومان                | في المرحلة الأولى تم انتزاع عدد من المناطق من الرومان، وفي الثانية تم الصلح. | انتصار العرب      |

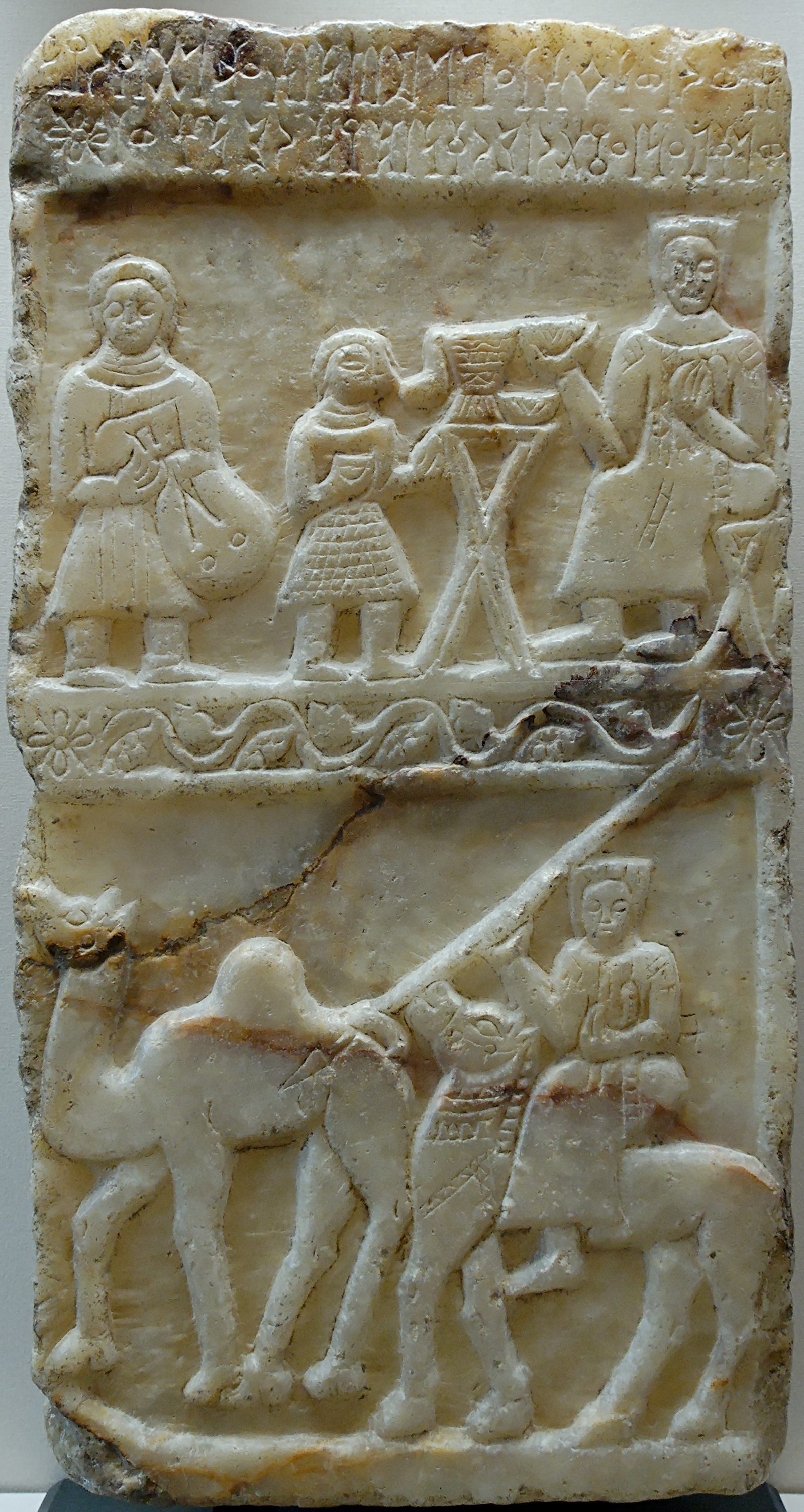
مشهد موسيقي (أعلى)، مقاتل على جمل يحمل رمحا (أسفل)، مملكة سبأ.
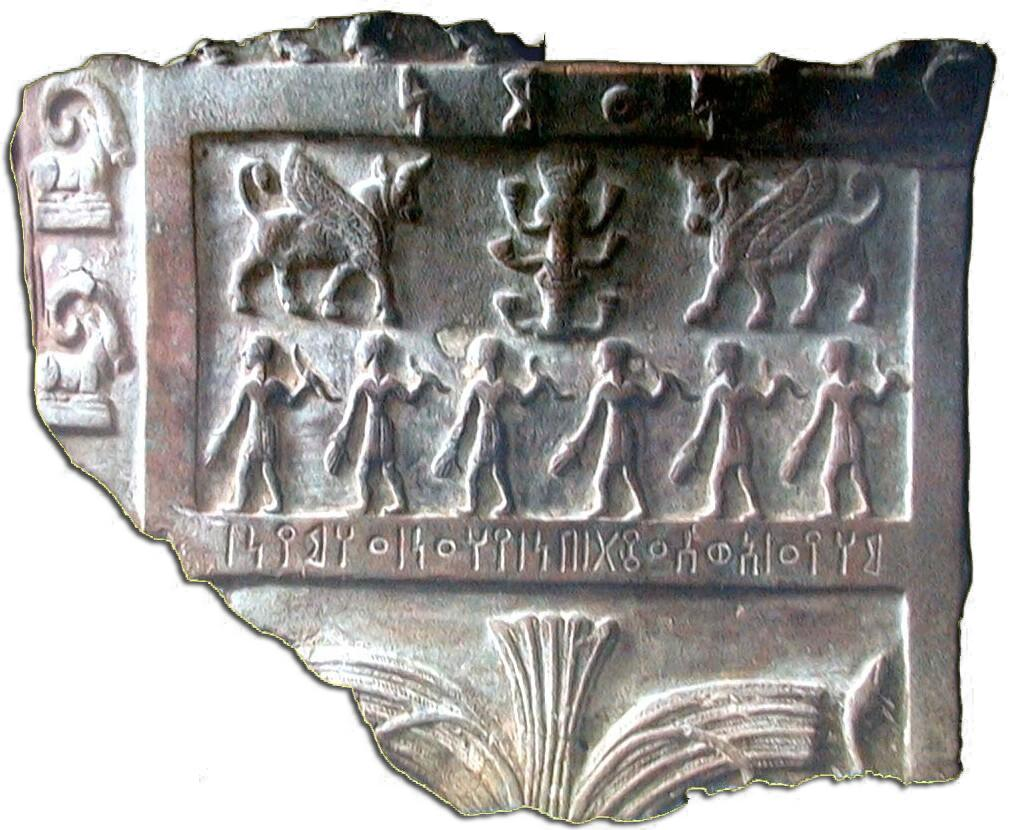
رفع القسي أثناء الاحتفال بالنصر، مملكة سبأ.